# 骨までしびれるブルースを
「骨までしびれるブルースを」（ほねまでしびれるブルースを）は、2006年1月18日に発売された八代亜紀の91枚目のシングルである。

## 収録曲
1. 骨までしびれるブルースを（4:04）[2]
  - 作詞：荒木とよひさ
  - 作曲：水森英夫
  - 編曲：矢野立美
2. 最後の女（4:08）[2]
  - 作詞：秋野めぐみ
  - 作曲：竹田賢
  - 編曲：前田俊明
3. 骨までしびれるブルースを（オリジナル・カラオケ）（4:05）[2]
4. 最後の女（オリジナル・カラオケ）（4:09）[2]
5. 骨までしびれるブルースを（半音下げ オリジナル・カラオケ）（4:04）[2]